# Hiszpańska Furia

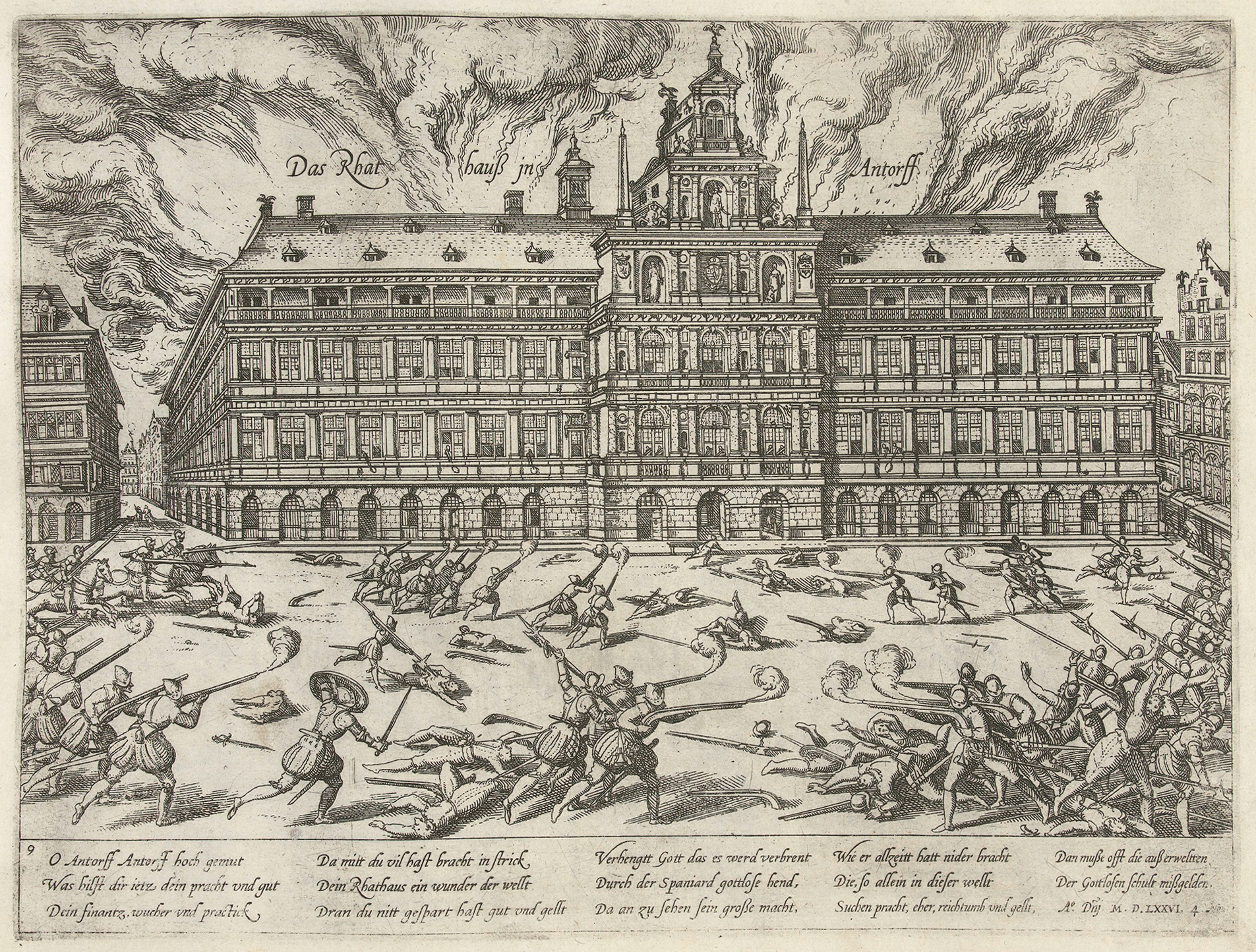
Rynek w Antwerpii> Ilustracja wydarzeń w 1576 roku

Hiszpańska furia – rzeź mieszkańców protestanckiej Antwerpii przez katolickie wojska hiszpańskie dokonana 4 listopada 1576 roku.
W 1566 roku w Niderlandach wybuchło powstanie protestantów przeciwko działaniom hiszpańskiej Inkwizycji, która w krótkim czasie wymordowała 18 600 ludzi. Powstańcy wyrzucili obrazy i rzeźby z kościołów i przekształcili je w kościoły protestanckie. Zdobyte w ok. 5000 klasztorów i kościołów ogromne kosztowności przeznaczyli na cele dobroczynne.
Powstanie zostało krwawo spacyfikowane, ale Hiszpanie zachęceni powodzeniem postanowili rozprawić się z protestantami ostatecznie. W tym celu król Filip II wysłał 30 000 armię pod dowództwem księcia Alby. Powołano sąd, tzw. Radę Zaburzeń. Zapanował terror, intensywnie działała inkwizycja. W krótkim czasie skazano i zamordowano 8000 ludzi. Majątki buntowników konfiskowano, wprowadzono rujnujące podatki.
Rozpoczęła się wojna, która miała trwać 80 lat. W jej trakcie nieopłacone wojska hiszpańskie zdobyły i złupiły Antwerpię, wymordowały 8000 jej mieszkańców. Masakra ta przeszła do historii pod nazwą "hiszpańskiej furii".